# Alonso III de Fonseca
Alonso III de Fonseca (Santiago de Compostela, 1475 – Alcalá de Henares, 4 de fevereiro de 1534), de nome completo Alonso de Fonseca y Ulloa, foi arcebispo de Santiago de Compostela e de Toledo. Foi um protetor e mecenas do humanismo e um dos principais impulsionadores da Universidade de Santiago de Compostela.

## Inícios
Nasceu em Santiago de Compostela em 1475, na rua do Franco. Era filho do arcebispo Alonso II e de María de Ulloa, senhora de Cambados (1436–1506). Estudou Artes na Universidade de Salamanca. Em vida acumulou uma grande riqueza tendo herdado dos seus pais 10 891 000 maravedis mais outros 7 milhões do senhorio de Monterrei.
Foi cônego compostelano desde 1490, arquidiácono do Salnés em 1493, arquidiácono de Cornado em 1496, cura de Santa Maria de Pontevedra e São Pedro de Santa Comba e abade da Colegiada de Santa María do Campo corunhesa em 1512.
Durante os anos nos quais fez parte do Cabido Compostelano, seu inimigo Diego de Muros III, também um grande interessado no humanismo, desde seu cargo de Deão consolidava o Estúdio Geral e o Grande Hospital.

## Arcebispo de Santiago de Compostela

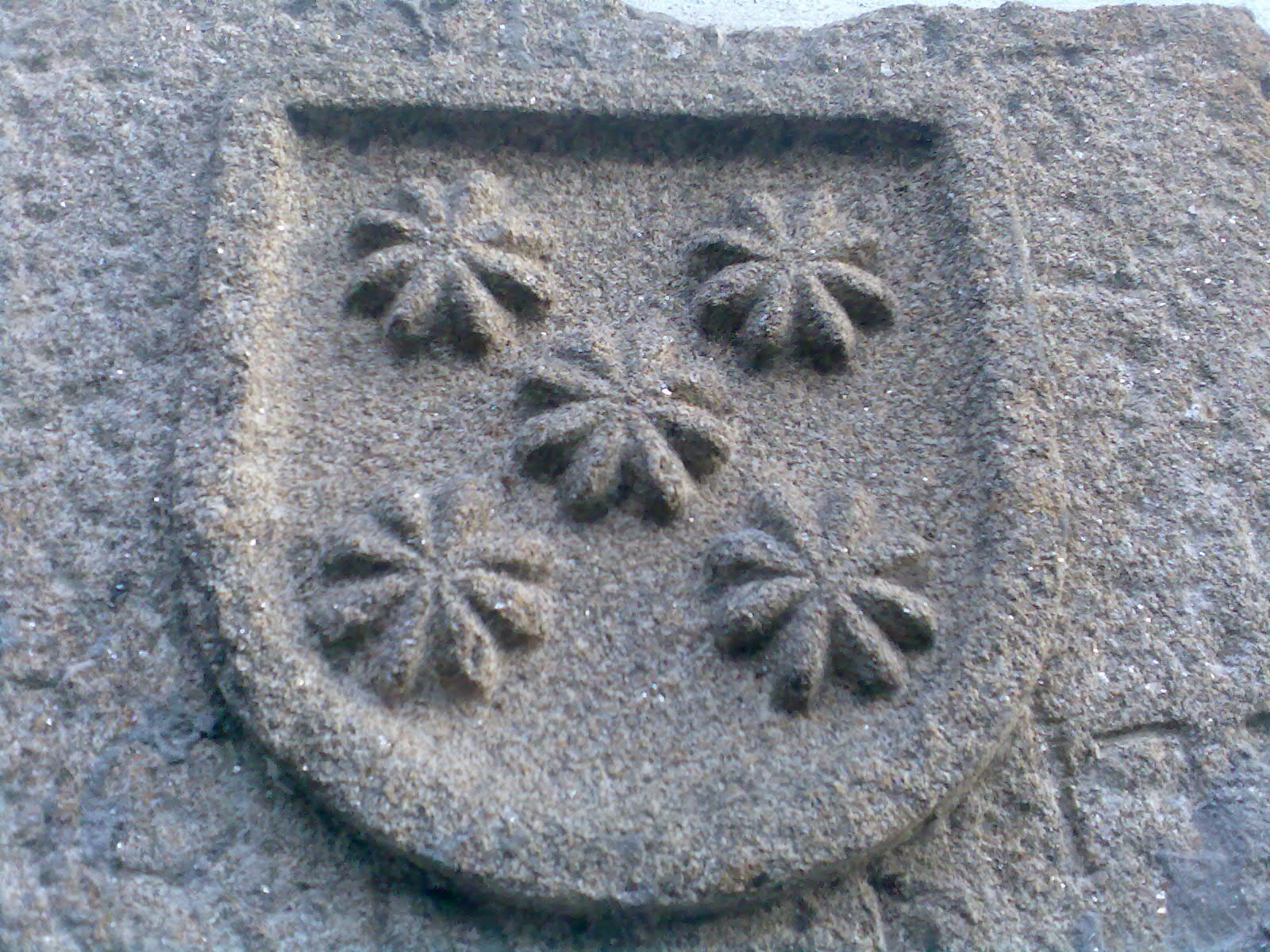
Escudo de Alonso III de Fonseca numa das muitas casas de Compostela que o luzem

Em 1507 foi nomeado arcebispo de Santiago, cargo que ocupará até 1523. Para escapar da proibição canônica de suceder ao seu pai, viajou com ele a Roma e a Nápoles. Pedro Luis de Borgia (sobrinho do Papa Alexandre VI) foi nomeado sucessor por um brevíssimo período, de maneira que se venceu o obstáculo.
Durante todo o seu mandato contou com a oposição da maioria do Cabido dirigida pelo Deão Diego de Muros III. Em 1511 promoveu a reforma do cabido, à imagem de outras reformas iniciadas na época,  enfrentando a oposição deste. Houve decisões provisórias nos anos 1515 e 1516, chegando-se a uma concórdia definitiva em 1523
Teve que fazer à frente de Rodrigo Osorio de Moscoso, conde de Altamira, pertencente a uma nobreza muito expansionista e próxima à Corte dos Reis Católicos que demandava seus direitos senhoriais e nomeadamente o título de Pertegueiro Maior.
Também manteve pleitos de jurisdição com os nobres Pedro Bermúdez de Castro, Senhor de Montaos ou Alonso de Lemos, Senhor de Sober, e pôs freio às injustiças dos governadores, dos dois prefeitos maiores da Real Audiência de Galicia, mediante sua proximidade aos monarcas e ao papado. Manteve também pleitos com os monges beneditinos do Mosteiro de San Martiño Pinario. Os confrontos com os representantes do poder real foram contínuos e graves, como o do ano 1509 ou o do ano 1511, que provocaram que se lhe impusessem sanções. A ameaça de uma guerra com França e iminentes ataques à costa galega e o fato de que o arcebispo era o principal baluarte defensivo da região fizeram com que os reis lhe levantassem as sanções e ordenassem aos prefeitos que deixassem de residir em Santiago e realizassem seus trabalhos de forma itinerante.
Quedaram na memória os solenes funerais que oficiou pela morte do seu pai, em 1512. A eles compareceram Gonzalo Fernández de Córdoba, conhecido como O Grande Capitão, que ofereceu suas vitoriosas armas ao Apóstolo Santiago.
Nos anos 1516 e 1517 a peste assolou Santiago por mais de 8 meses.
Depois da peste na Espanha, o novo monarca Carlos V e a Revolução das Comunidades desenham um novo panorama.

## Liderado político

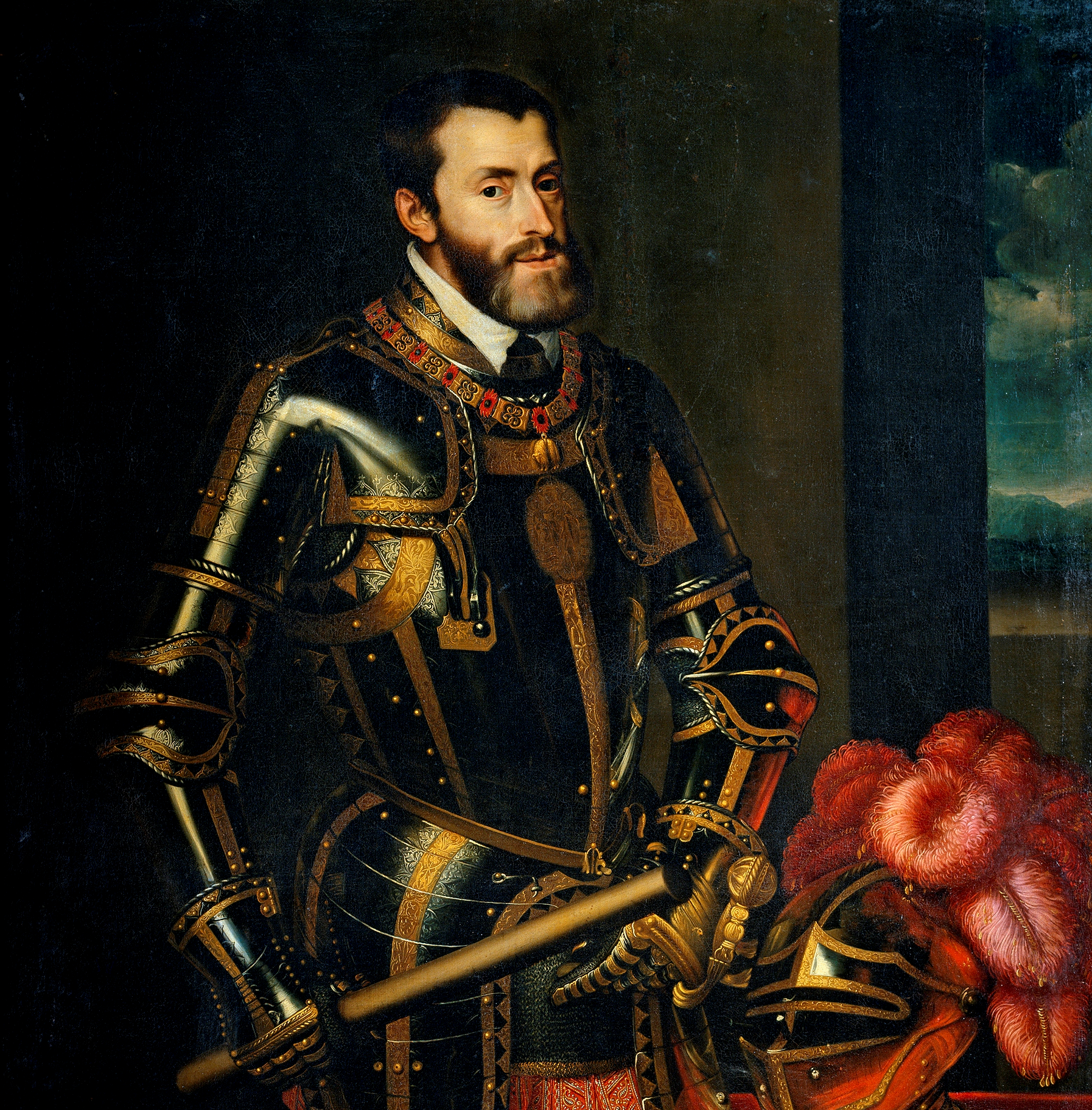
Carlos V, de quem Afonso III foi conselheiro

No plano político aparece ligado às altas decisões da corte desde a coroação de Carlos I e a guerra das comunidades, sempre tomando parte por este. A isto contribuiu sua nomeação como membro do seu Real Conselho.
Assumiu um papel de liderado das reivindicações da aristocracia galega e do Reino da Galiza.  Assim, nas Cortes reunidas em 1520 em Santiago e na Corunha, pôs-se à frente do protesto da aristocracia galega pela sua exclusão nas ditas Cortes. O Reino da Galiza estava representado por Zamora, o que foi motivo de uma agitada demonstração de descontentamento ante as portas de São Francisco, onde se reuniram os procuradores castelhanos e flamencos.
Liderou em 14 de Dezembro de 1520 a Assembleia de Melide, representativa da classe dirigente do Reino da Galiza, durante a qual foram tomadas as seguintes resoluções:
- Manter o Reino da Galiza à margem da sublevação comuneira castelã  e com a ajuda de Fernando de Andrade, sufocar os movimentos comuneiros na Galiza de Ourense e Betanzos.
- Exigir o voto nas Cortes para o dito Reino.
- Solicitar uma casa de contratação de comércio para a Corunha.
- Obter a criação da Capitania Geral de Galiza em 11 de Abril de 1521.

Realizou também trabalhos de mediação no levantamento das germanias valencianas e desde 1522 converteu-se em diplomata e conselheiro real, permanecendo continuamente junto ao Imperador.
Os seus objetivos pessoais mudaram. Perseguiu em primeiro lugar a sé primaz de Toledo, a qual obteve em dezembro de 1523.

## Arcebispo de Toledo

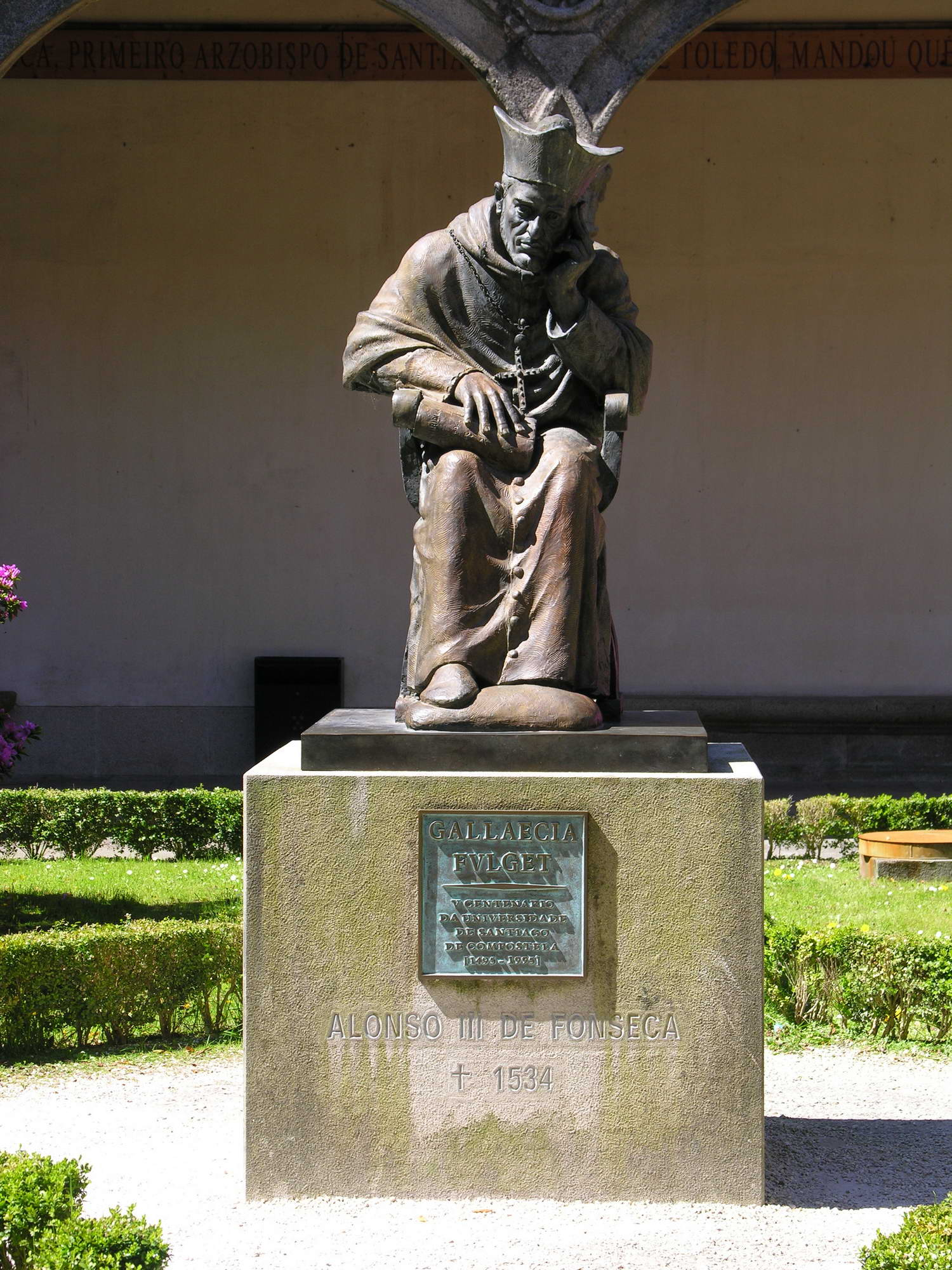
Alonso III de Fonseca, no Colégio de Fonseca

Foi nomeado arcebispo de Toledo e Primaz das Espanhas, cargo que ocupou até sua morte. No entanto, sua ambição levou-o a perseguir o título cardinalício, luta a que se dedicou desde o ano 1525, sem obter o sucesso.
Durante todo o seu mandato manteve uma arbitragem ou concórdia com o seu sucessor em Compostela (e que também o seria na Sé toledana), Juan Pardo de Tavera, que lhe reclamava as despesas produzidos pelas desfeitas dos Irmandinhos nas fortalezas e bens da igreja compostelana e o desleixo dos dois Fonsecas, Alonso II e ele. Conhece-se este fato por documentos tais como o Pleito Tabera - Fonseca.
Chamou e favoreceu intelectuais, artistas e humanistas. Batizou a Filipe II. Assentou sua residência em Alcalá de Henares, onde faleceu em 4 de Fevereiro de 1534. Foi enterrado no Convento das Ursulinas de Salamanca. Seu filho Diego de Acevedo e Fonseca, fruto das relações com a aristocrata Joana de Pimentel, esteve ao serviço do rei e teve morgado na Galiza.

## Marca cultural
Em Santiago, Toledo e Salamanca Alonso III deixou marcas do seu mecenato, de notável caráter humanista, promovendo a introdução das novas formas renascentistas provenientes da Itália.
Fundou o colégio de Santiago, em Salamanca, para os clérigos galegos que lá iam estudar. Alcançou a bula do Papa Clemente VII, de 15 de Março de 1526, para a fundação de um Colégio novo com o título de Santiago Alfeu, o atual Colégio de Fonseca. Nela autorizava-se a construção de um colégio novo ou a ampliação do existente Estúdio Velho, fundado por Lopo Gómez de Marzoa, com a incorporação das rendas deste e a introdução do ensino de Artes, Teologia e Direito. No seu testamento de 1531, estabeleceu as linhas gerais da sua fundação.
No plano cultural, ligou-se aos movimentos humanistas que chegavam à Espanha, protegendo a  erasmistas e iluministas. Exemplo de isto foi sua amizade com Pérez de Oliva. Seu trabalho humanista teve projeção continental. Manteve correspondência com Erasmo de Rotterdam (seu secretário mantinha relações de amizade com ele). Erasmo chegou a dedicar duas das suas obras a Dom Alonso, o que também fez o destacado humanista espanhol Alvar Gómez de Castro.
Alonso III também situou a Igreja galega, e posteriormente toda a Igreja espanhola, nas correntes culturais da época.

## Sua pegada em Santiago de Compostela
Em 1521, deu início às obras do claustro da Catedral de Santiago de Compostela - já formuladas por seu pai - conduzidas pelo arquiteto Juan de Álava, em formas góticas, mas já incorporando novidades renascentistas. Além de Juan de Álava, Alonso atrai alguns dos mais importantes arquitetos dos inícios do Renascimento espanhol, como Alonso de Covarrubias ou Diego de Siloé.